# MicroATX

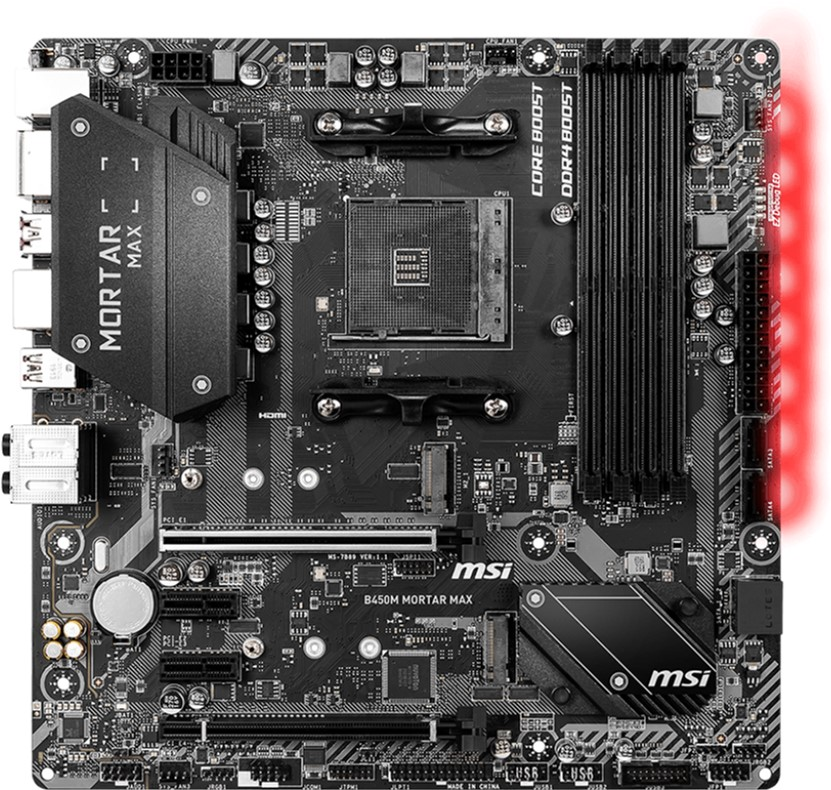
MSI B450M MORTAR MAX форм-фактора MicroATX

MicroATX (µATX, mATX, uATX) — форм-фактор материнской платы 9,6х9,6" (244х244 мм), разработан Intel в 1997 году. Используется как для процессоров архитектуры x86, так и для архитектуры x64.
Форм-фактор разрабатывался с учётом полной электрической и обратной механической совместимости с форм-фактором ATX. Материнские платы формата MicroATX могут использоваться в корпусах формата ATX (но не наоборот).
Основные различия в форматах состоят в том, что платы формата MicroATX имеют меньшее количество разъёмов PCI Express и разъёмов для установки модулей оперативной памяти.